# Estación de Atocha
Estación de Atocha er Madrids største banegård. Den rummer forbindelser med fjerntog (Renfe), lokaltog (Cercanías) og Madrid Metro. Den er endestation for højhastighedstogene (AVE) fra Barcelona, Huesca, Malaga og Sevilla samt Renfe Avant fra Toledo og Ciudad Real.
Banegården blev anlagt – som Madrids første – i 1851. Efter en brand blev den genopbygget i 1892 efter tegninger af Alberto de Palacio Elissagne, som arbejdede sammen med Gustave Eiffel. 100 år efter blev den tilføjet en ny, meget større station tegnet af Rafael Moneo, mens den gamle bygning blev ombygget til en tropisk have med skilpaddebassin, caféer, forretninger og hvileområder.
Atocha-banegården var en af skuepladserne for bombeterroren 11/3 2004, som ramte tre Cercanías-tog fra Alcalá de Henares til Atocha.